# Френц, Рудольф Рудольфович
Рудольф Рудольфович Френц (23 июля 1888, Мариенбург, Петербургская губерния, Российская Империя — 27 декабря 1956, Ленинград, СССР) — русский и советский живописец, график и педагог, профессор и руководитель батальной мастерской ЛИЖСА имени И. Е. Репина, профессор ЛВХПУ имени В. И. Мухиной, член Ленинградского Союза художников.

## Биография
Родился 23 июля 1888 года в городе Мариенбург Петербургской губернии в семье известного художника-анималиста Рудольфа Фердинандовича Френца (1831—1918), который стал первым учителем будущего художника.
В 1909 г. после окончания реального училища поступил в Высшее художественное училище при Императорской Академии художеств в Петербурге, где полтора года занимался в испытательном классе, затем полгода в мастерской Василия Савинского, а в 1912 перешёл в батальную мастерскую Николая Самокиша. В 1912 году совершил поездку в Европу (Италия, Франция, Англия).
В 1915 в качестве художника был командирован в Кавалерийский корпус в район Западной Двины, где исполнил большое количество акварелей и рисунков, многие из которых были опубликованы в 1916 на обложках и страницах журнала «Лукоморье». В 1916 был мобилизован в действующую армию, с группой художников во главе с Н. Самокишем побывал на Западном фронте, в крепости Осовец, в Ставке Главнокомандующего в Барановичах, на Черноморском флоте в Севастополе и на Кавказском фронте. Выполнил до 100 акварелей.

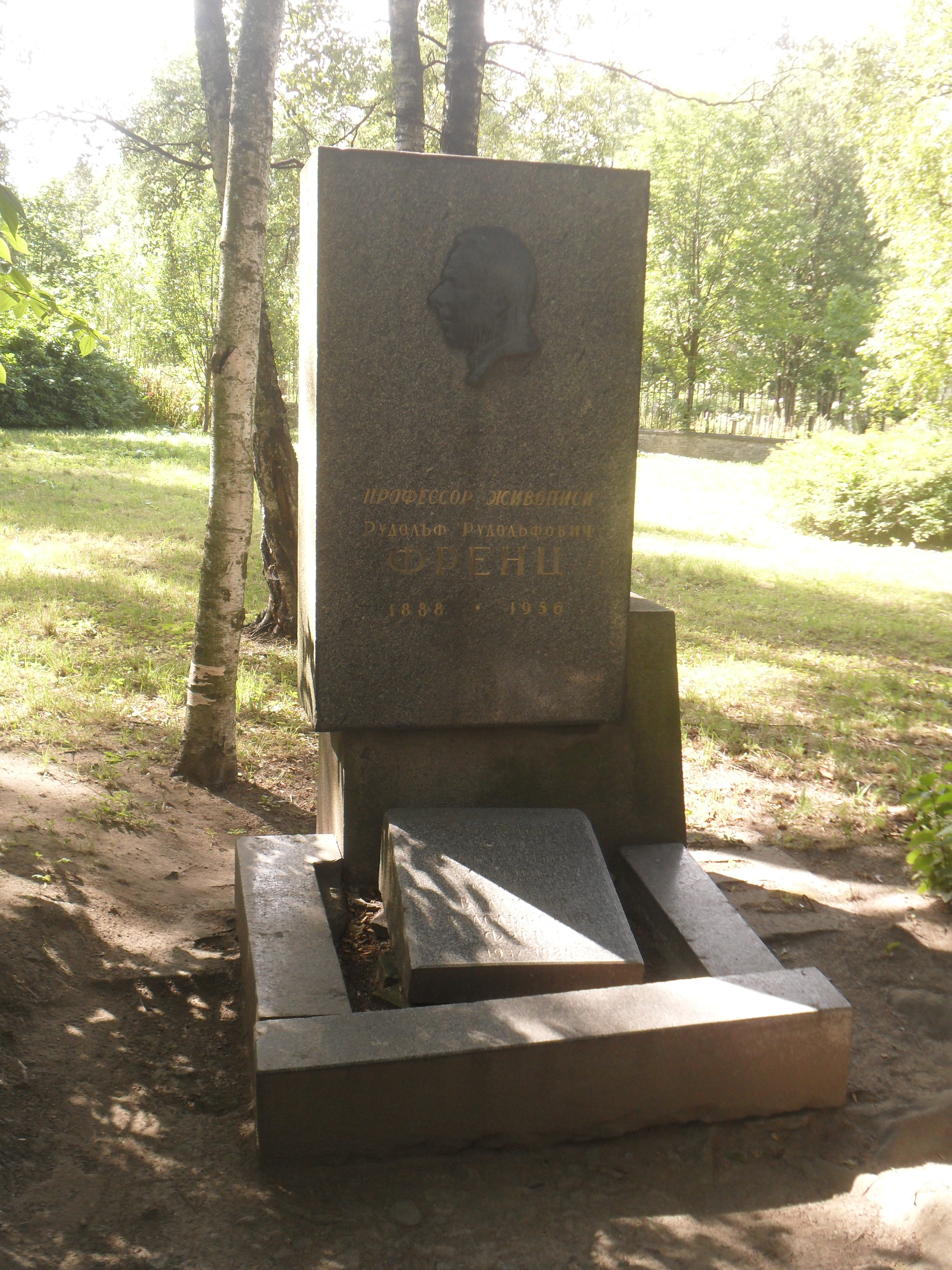
Могила Р. Р. Френца на Литераторских мостках в Санкт-Петербурге.

В 1916 году вернулся в Академию для подготовки конкурсной картины «После боя», которую писал в Тульской губернии на конном заводе. Ввиду реорганизации Академии конкурс был отменен и в марте 1918 года художник окончил Высшее художественное училище с присвоением звания художника.
После революции наряду с творческой работой активно занимался педагогической деятельностью в Декоративном институте, различных художественных студиях города. С 1929 преподавал в ВХУТЕИН — ИНПИИ — Ленинградском институте живописи, скульптуры и архитектуры, руководитель батальной мастерской (1935—1956), профессор живописи (с 1939). С 1949 по 1956 год по совместительству являлся профессором кафедры монументально-декоративной живописи ЛВХПУ имени В. И. Мухиной. Среди известных учеников: Юрий Белов, Марк Кремер, Юрий Непринцев, Николай Овчинников, Валентин Сидоров.
Рудольф Френц был членом АХРР, в 1929 году вошёл в состав «Общества живописцев», а с 1932 года членом Ленинградского союза художников, войдя в первый состав Правления Союза, избранного 2 августа 1932 на общем учредительном собрании художников различных союзов и обществ.
Скончался 27 декабря 1956 года в Ленинграде на 69-м году жизни; похоронен на Литераторских мостках.

## Творчество

Р. Р. Френц. Амазонка. 1925

Р. Френц участвовал в выставках с 1904 года. Писал батальные, жанровые и исторические композиции, портреты, городские и ландшафтные пейзажи, жанровые сцены. Работал в станковой и монументальной живописи, акварели, рисунке, создавал диорамы («Взятие Зимнего дворца», 1929) и панорамы («Оборона Петрограда», 1939). В 1918—1925 годах в период работы в агитационно-плакатной мастерской Декоративного института занимался агитационным плакатом, росписью по тканям, фарфору, выполнял эскизы праздничного оформления городских зданий и мероприятий.
Наибольшего признания Р. Френц добился как мастер тематической и батальной картины и панорамной живописи. Был членом и экспонентом «Общины художников» (1922—1925) и Ленинградского Союза художников. Среди произведений, созданных Р. Р. Френцом, картины «На Знаменской площади в Февральские дни 1917 года» (1917), «Крюков канал» (1920), «Натюрморт», «Лихач» (обе 1921), «Двор ломовиков на Международном проспекте», «Карусель» (обе 1922), «Невский ночью. Извозчик», «Народное гулянье» (обе 1923), «Первые сельсоветы», «Партизан» (обе 1924), «Штурм Зимнего дворца», «Амазонка» (обе 1925), «Портрет жены» (1926), «На Перекопе», «Взятие Зимнего дворца» (обе 1927), «Оборона Петрограда от Юденича» (1928), «Киров С. М. на первомайском параде», «Поход Блюхера. Рабочие южного Урала вступают в партизанский отряд» (обе 1929), «Штурм Кронштадта» (1935) «С. М. Киров на Северном Кавказе», «Совместные действия танков, авиации и кавалерии. Комбинированная атака» (обе 1937), «Лесной ручей», «М. В. Фрунзе руководит переправой через Сиваш» (обе 1940), «Партизанские тропы» (1947), «Сталинград. 2 февраля 1943 года» (1950), «Штурм Зимнего» (1951), «Гончие» (1953) и другие.
Рудольф Френц получил известность и как автор монументальных панорам «Взятие Зимнего дворца» (1920, второй вариант — 1929 год, размер 6 х 25 метров), «Защита Петрограда» (1937, 7 х 32 метра), «Сталинградская битва» (1946). Его декоративно-графическая манера письма с характерной чёткостью силуэта, локальностью и насыщенностью цвета, несколько условным конструктивным рисунком начиная с 1930-х постепенно вытесняется традиционным пленэрным письмом.
Персональные выставки Рудольфа Френца состоялись в Ленинграде в 1928 году в Центральном доме работников искусств, в 1970 году в залах ЛОСХ, и в Петербурге в 2006 году в Государственном Русском музее.
Его произведения хранятся в Государственном Русском музее, Государственной Третьяковской галерее, в музеях и частных собраниях в России и за рубежом.

## Ученики
- Анисович Владислав Леопольдович (1908—1969)
- Арсланов Мухамед Нуриахмедович (1910—2001)
- Бабасюк Николай Лукич (1914—1983)
- Бабков Сергей Фёдорович (1920—1993)
- Белов Юрий Владимирович (род. 1929)
- Белокуров Константин Сергеевич (1907—1983)
- Бетехтин Орест Георгиевич (род. 1928)
- Блинков Александр Александрович (1911—1995)
- Будкин Пётр Ильич(1921—1987)
- Вальцев Виталий Геннадиевич (1917—1989)
- Гагарина Лидия Ивановна (1902—1984)
- Галахов Николай Николаевич (род. 1928)
- Геннадиев Борис Сергеевич (1912—1942)
- Калинкин Георгий Алексеевич (1915—1983)
- Канеев Михаил Александрович (1923—1983)
- Кильпе Генрих Эдуардович (1922—1994)
- Коровяков Александр Петрович (1912—1993)
- Котик Борис Васильевич (1921—1984)
- Котьянц Геворк Вартанович (1909—1996)
- Лавренко Борис Михайлович (1920—2001)
- Литвинский Пётр Петрович (1927—2009)
- Назаров Пётр Фёдорович (1921—1988)
- Обозненко Дмитрий Георгиевич (1930—2002)
- Овчинников Владимир Иванович (1911—1978)
- Овчинников Николай Васильевич (1918—2004)
- Пархоменко Авенир Иванович (1921—1988)
- Привиденцев Степан Иванович (1916—1992)
- Пушнин Александр Тихонович (1921—1991)
- Селезнёв Владимир Иванович (1928—1991)
- Скоробогатов Игорь Константинович (1920—1997)
- Скрябин Владимир Трофимович (1927—1989)
- Скуинь Елена Петровна (1908—1986)
- Тиме Марина Георгиевна (1913—1999)
- Френц Владимир Рудольфович (1937—1986)
- Чеснокова Александра Семёновна (1908—1988)
- Чарский Евгений Гаврилович (1919—1993)